# 437 Rhodia
437 Rhodia је астероид главног астероидног појаса са пречником од приближно 13,12 km.
Афел астероида је на удаљености од 2,976 астрономских јединица (АЈ) од Сунца, а перихел на 1,794 АЈ.
Ексцентрицитет орбите износи 0,247, инклинација (нагиб) орбите у односу на раван еклиптике 7,356 степени, а орбитални период износи 1345,778 дана (3,684 године).
Апсолутна магнитуда астероида је 10,41 а геометријски албедо 0,703.
Астероид је откривен 16. јула 1898. године.